# Sennettovy koupající se krásky

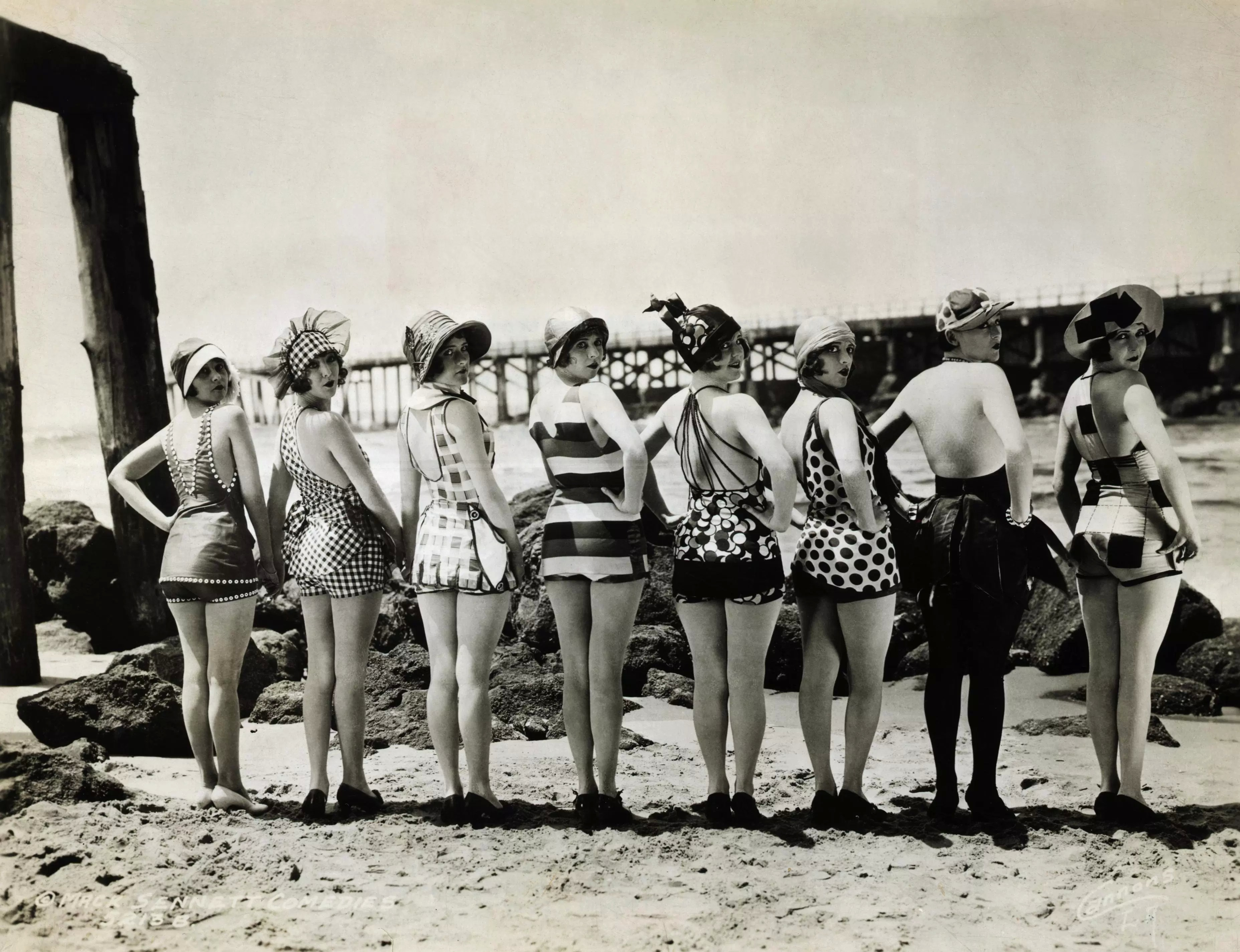
Sennetovy koupající se krásky

Senettovy koupající se krásky („Sennett Bathing Beauties“) byly skupina hereček, které vystupovaly v mnoha němých filmech producenta Macka Sennetta na počátku 20. století.

## Popis

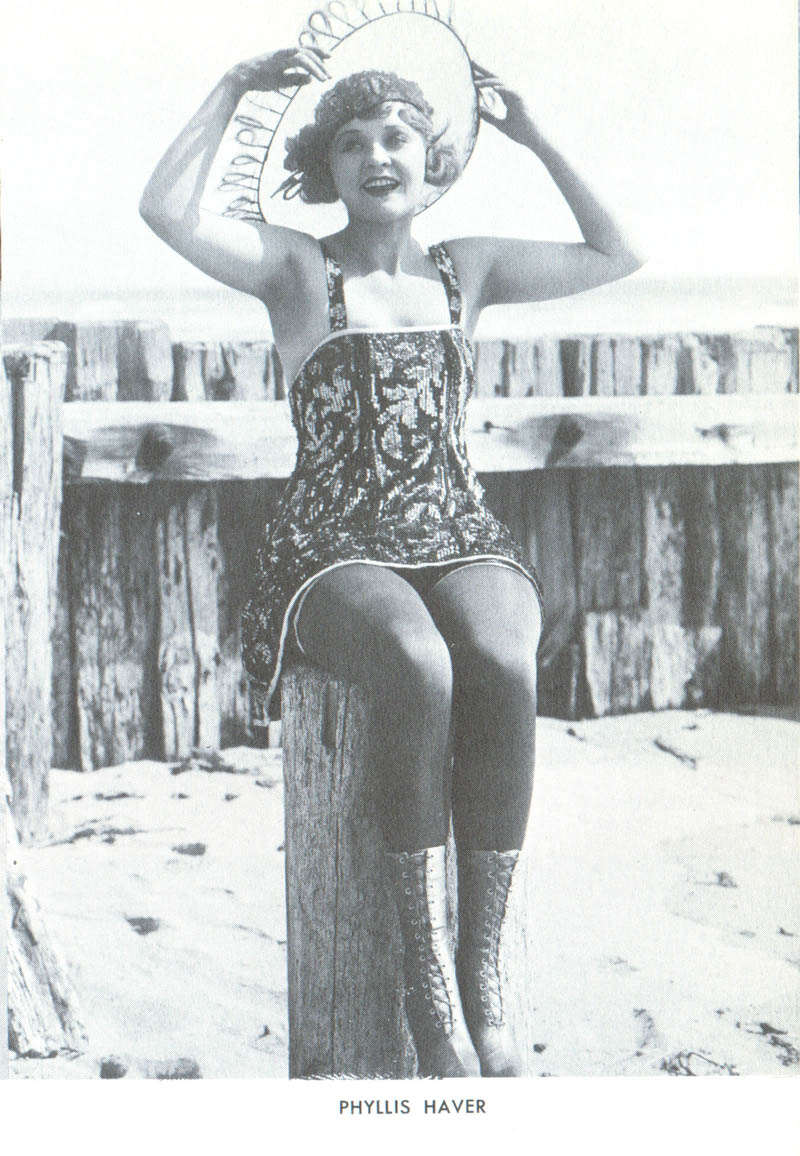
Phyllis Haverová jako koupající se kráska (1917)

Sennettovy koupající se krásky se několikrát objevily v krátkých groteskních komediích Macka Sennetta, ale vystupovaly také v několika reklamách a reklamních akcích, jako např. různé soutěže krásy (často na pláži ve Venice). Sennett s myšlenskou přišel v roce 1914, když hledal způsob, jak odlišit své komedie od ostatních. Údajně si jednoho dne četl deník, ve kterém si na jeho titulní straně všiml obrázku pěkné dívky odhalující svá kolena. Hned na to se pustil do hledání vhodných hereček, při jejichž výběru dbal hlavně na to, aby měly pěkné nohy. Své nové herečky chtěl také představit ve zcela jiných kostýmech než doposud. Nakonec přišel s riskantním nápadem, který však i přes mnoho pobouřených reakcí, zajistil jeho filmům masivní prodej vstupenek.
Počátek vzniku skupiny se datuje k roku 1915 a původní sestava měla pouze tři zakládající členky: Evelyn Lane, Cecile Evans a Marie Prevost. Několik ze členek, které se zde v průběhu existence skupiny vystřídaly, se později staly i slavnými herečkami (např. Carole Lombardová či Gloria Swansonová). Během existence krásek se zde vystřídalo několik stovek dalších hereček, avšak mnoho z nich nebyly ani pojmenovány.
Herečky Mabel Normandová a Gloria Swansonová se však od označení jako koupající se krásky později distancovaly.
Oblíbenost koupajících se krásek však koncem 20. let začala pomalu klesat, jelikož způsob jejich oblékání se začal rozšiřovat po celých státech. Půvab jeho krásek tak začal pomalu mizet a stal se běžně k vidění i mimo jeho filmy. V roce 1928 tak skupina zanikla.

## Významné členky
Mezi nejvýznamnější členky koupajících se krásek patří tyto herečky:
- Evelyn Lane
- Cecile Evans
- Marie Prevost
- Juanita Hansenová
- Claire Andersonová
- Phyllis Haverová
- Myrtle Lindová
- Carole Lombardová
- Gloria Swansonová
- Marion Aye
- Alice Day
- Polly Moranová
- Mabel Normandová
- Madeline Hurlocková
- Vera Reynoldsová
- Mary Thurmanová
- Thelma Hillová
- Thelma Parrová
- Marvel Rea
- Harriet Hammondová
- Evelyn Franciscová
- Vera Steadmanová
- Josephine Cogdellová
- Elinor Fieldová
- Ora Carewová